# Paul Avis
Paul David Loup Avis (* 21. Juli 1947 in Walthamstow, Essex) ist ein anglikanischer Priester, Theologe und Ökumeniker. Er ist Verfasser zahlreicher Bücher.
Avis studierte Theologie an der Universität London und setzte seine Ausbildung im Predigerseminar Westcott House, Cambridge, fort. 1976 promovierte er (Ph.D.) und empfing im gleichen Jahr die anglikanische Priesterweihe. 
Avis war von 1975 bis 1998 als Pfarrer in der Diözese Exeter tätig. 1989 wurde er in die Glaubenskommission (Doctrine Commission) und 1990 in die Generalsynode berufen. Von 1998 bis 2011 war er Generalsekretär des Rats für die Einheit der Christen (Council of Christian Unity) der Church of England. Im Jahr 2008 wurde er zum Kaplan für Königin Elisabeth II. ernannt. Er ist Co-Sekretär des Anglikanisch-Römisch-katholischen Komitees.
Paul Avis hat eine Honorarprofessur der Fakultät für Theologie und Religion der Universität Durham. Er ist stellvertretender Herausgeber der Zeitschrift Ecclesiology.

## Veröffentlichungen (in Auswahl)
- The Church in the Theology of the Reformers. Marshall, Morgan and Scott, London 1982.
- Ecumenical Theology and the Elusiveness of Doctrine. SPCK, London 1986.
- The Methods of Modern Theology. Marshall Pickering, Basingstoke, Hants 1986.
- Foundations of Modern Historical Thought: From Machiavelli to Vico. Croom Helm, Beckenham, Kent 1986
- Faith in the Fires of Criticism: Christianity in Modern Thought. Darton, Longman and Todd, London 1995;
- The Anglican Understanding of the Church. SPCK, London 2000.
- Church, State and Establishment. SPCK, London 2001.
- A Church Drawing Near: Spirituality and Mission in a Post-Christian Culture. T&T Clark, London and New York 2003.
- Beyond the Reformation? Authority, Primacy and Unity in the Conciliar Tradition. T&T Clark, London and New York 2006.
- The Identity of Anglicanism: Essentials of Anglican Ecclesiology. T&T Clark, London and New York 2008.
- Die Berufung der Anglikanismus. In: Internationale Kirchliche Zeitschrift 100 (2010), S. 209–222.
- In Search of Authority: Anglican Theological Method from the Reformation to the Enlightenment. Bloomsbury/T&T Clark, 2014.
- Becoming a Bishop: A Theological Handbook of Episcopal Ministry. Bloomsbury/T&T Clark, 2015.
- The Vocation of Anglicanism. Bloomsbury/T&T Clark, 2016.
- (Hrsg.): The Oxford Handbook of Ecclesiology. Oxford University Press 2018. (Darin: List of Contributors - S. xi Lebenslauf Paul Avis)
- Reconciling Theology. London 2022.[1]